# Egg Harbor (Wisconsin)
Egg Harbor es una villa ubicada en el condado de Door en el estado estadounidense de Wisconsin. En el Censo de 2010 tenía una población de 201 habitantes y una densidad poblacional de 11,21 personas por km².

## Geografía
Egg Harbor se encuentra ubicada en las coordenadas 45°3′10″N 87°18′6″O / 45.05278, -87.30167. Según la Oficina del Censo de los Estados Unidos, Egg Harbor tiene una superficie total de 17.94 km², de la cual 6.36 km² corresponden a tierra firme y (64.54%) 11.58 km² es agua.

## Demografía
Según el censo de 2010, había 201 personas residiendo en Egg Harbor. La densidad de población era de 11,21 hab./km². De los 201 habitantes, Egg Harbor estaba compuesto por el 96.02% blancos, el 0% eran afroamericanos, el 0.5% eran amerindios, el 0% eran asiáticos, el 0% eran isleños del Pacífico, el 3.48% eran de otras razas y el 0% pertenecían a dos o más razas. Del total de la población el 4.48% eran hispanos o latinos de cualquier raza.